# Mario Bettini

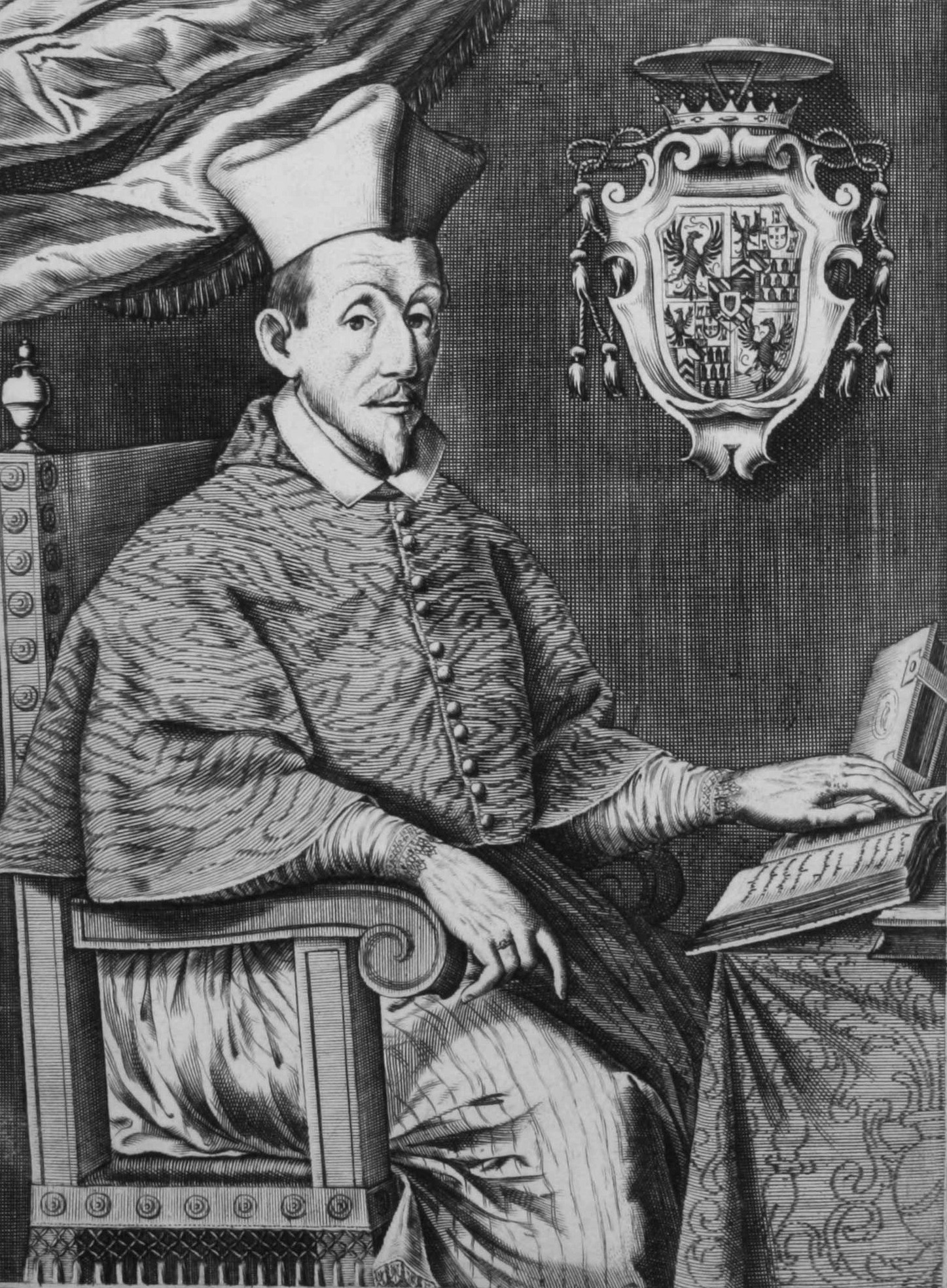
Mario Bettini.

Mario Bettini (latiniserat Marius Bettinus), född den 6 februari 1582 i Bologna, död där den 7 november 1657, var en italiensk matematiker och astronom. 
Bettini, som var jesuit och professor i filosofi, moralteologi och matematik i Parma, avhandlade i flera av sina verk akustiska och matematiskt musikaliska ämnen. 
Månkratern Bettinus har fått sitt namn efter honom.